# Love of My Life
Love of My Life – piosenka brytyjskiego zespołu Queen. Tę soft rockową balladę napisał wokalista grupy, Freddie Mercury. Utwór powstał na potrzeby albumu A Night at the Opera (1975). Wykonywany był na koncertach grupy od trasy News of the World Tour w aranżacji na gitarę akustyczną. W 1979 roku został wydany singel z nagraniem tego utworu, który wykonywany był na żywo podczas koncertu w niemieckim Frankfurcie nad Menem. Choć niezauważony w Wielkiej Brytanii, stał się numerem 1 w Argentynie i Brazylii.
„Love of My Life” to subtelna ballada, opowiadająca o miłości Mercury’ego do muzyki klasycznej, choć sam utwór, z gatunkiem tym, nie ma nic wspólnego. Mercury nakłonił nawet Maya do zagrania w nim na harfie, ale sprawiło to gitarzyście sporo problemów, ponieważ instrument ciągle się rozstrajał.